# ناصر أبو جلاس
ناصر أبو جلاس مواليد 11 يونيو 1994 في المدينة المنورة، هو لاعب كرة سلة سعودي. بدأ مسيرته الاحترافية في سنة 2013. يلعب مع نادي أحد لكرة السلة في الدوري السعودي الممتاز لكرة السلة. يبلغ طوله 6 قدم 5 بوصة (2.0 م).

## روابط خارجية
- ناصر أبو جلاس على موقع fiba3x3.com (الإنجليزية)
- ناصر أبو جلاس على موقع كرة السلة الأوروبية.كوم (الإنجليزية)
- ناصر أبو جلاس على موقع ريلجم (الإنجليزية)
- ناصر أبو جلاس على موقع بروبوليرز (الإنجليزية)